# Václav Hýbner
Václav Hýbner (1. února 1873 Tišice – 11. března 1943 Praha) byl československý politik a meziválečný poslanec Národního shromáždění za Československou živnostensko-obchodnickou stranu středostavovskou.

## Biografie
Podle údajů k roku 1930 byl profesí strojníkem ve Všetatech.
V parlamentních volbách v roce 1925 získal poslanecké křeslo v Národním shromáždění. Mandát obhájil v parlamentních volbách v roce 1929. Roku 1934 ovšem na mandát rezignoval a na jeho poslanecké křeslo usedl Josef Oliva.
Jeho bratrem byl Otakar Hübner (který si na rozdíl od něj nepočeštil své příjmení), jenž v letech 1918-1920 zasedal v Revolučním národním shromáždění Republiky československé za Republikánskou stranu československého venkova (agrárníky).